# La taronja mecànica (pel·lícula)
La taronja mecànica (títol original en anglès: A Clockwork Orange) és una pel·lícula dirigida, produïda i escrita per Stanley Kubrick. Està basada en la novel·la d'Anthony Burgess, i els actors principals són: Malcolm McDowell, Patrick Magee, Adrienne Corry, Miriam Karlin.

## Argument
En una Gran Bretanya futurista, Alex, el protagonista de la pel·lícula, és un adolescent que, junt amb els seus amics, es dedica a la ultraviolència (pallisses, abusos, violacions i humiliacions envers els més dèbils, i baralles amb altres grups d'adolescents). És aficionat a les drogues i sobretot a la música de Ludwig van Beethoven.
Alex indueix als seus amics a atacar una mansió particular on hi viu un escriptor i la seva muller. Alex vexa l'esposa davant de l'amo de la casa.
Després d'una lluita pel lideratge del grup, l'Àlex, que és traït pels seus col·legues mentre ataquen la casa d'una dona a la qual acaba assassinant, és colpejat amb una ampolla de llet per un dels seus companys i el deixa en mans de la policia, que arriba al cap d'uns moments.
És empresonat en una presó brutal, i, per tal de poder reduir la condemna, es presenta voluntari per sotmetre's al tractament Ludovic (un tractament experimental). Aquest tractament consisteix a exposar-se a la visió de pel·lícules molt violentes, acompanyades de música de Beethoven (mentre se'l droga amb substàncies que li produeixen efectes repulsius) per tal de condicionar la seva resposta vers la violència.
A l'acabar el programa, la seva antiga vida ha quedat totalment destruïda i ell rebutja la violència. Els seus pares el rebutgen, els seus antics companys són agents de les forces de l'ordre, i una antiga víctima el segresta, per torturar-lo obligant-lo a escoltar la novena simfonia de Beethoven. L'objectiu d'aquesta persona és provocar-li a l'Àlex un turment suficient perquè vulgui suïcidar-se; d'aquesta forma el "tractament Ludovic" seria absolutament rebutjat per l'opinió pública i el govern es veuria desacreditat, objectiu que persegueix el segrestador, a més de la simple venjança.
Efectivament, l'Àlex intenta suïcidar-se però no ho aconsegueix; el que aconsegueix és alliberar-se dels efectes del "Tractament Ludovic".

### Capítol 21
Aquest capítol no es va arribar a incloure a la versió original del llibre als Estats Units ni a la pel·lícula, ja que estava adaptada des de la versió dels Estats Units:
Alex, a l'alliberar-se de l'efecte Ludovic, torna als seus mals hàbits, fins que es troba a un antic company i la seva dona. En veure'l, comprèn que ja és el moment de madurar.
Aquest capítol varia totalment el sentit de la pel·lícula que Kubrick proposa.

## Característiques del film
Per al rodatge el director va buscar localitzacions a Anglaterra a través de revistes d'arquitectura contemporània i només va haver de construir 3 sets en els estudis Borehamwood: el bar Korova, la presó i el bany a la casa de l'escriptor.
La taronja mecànica presenta algunes innovacions en l'aspecte tècnic com l'ús de lents més ràpides, càmeres lleugeres de mà, i els micròfons Sennheiser Mk. 12, que van permetre no haver de repetir els diàlegs ja enregistrats a l'escena en viu, així com l'ús de nous equips d'il·luminació com els reflectors de quars Lowell de 1000 watts, que van permetre girar la càmera en qualsevol direcció sense haver de patir per filmar accidentalment algun equip luminotècnic a l'habitació. L'escena de la dona i els gats n'és un bon exemple.
Estrenada als Estats Units el 1971 i a Anglaterra el 1972, la pel·lícula va despertar una controvèrsia mai vista al Regne Unit per un film, al voltant del seu contingut i les repercussions en els espectadors, dividint els crítics, generant debats públics a la premsa escrita, la televisió i la ràdio com ho analitza Christian Bugge a The Clockwork Controversy. A tot això s'hi ha de sumar el fet que delictes comesos, fins i tot un assassinat, en aquella època, amb molta atenció atorgada per part de la premsa anglesa, per joves que aparentment replicaven escenes de la pel·lícula o en algun cas vestien de manera similar als protagonistes. Això va augmentar la pressió en el debat i va portar a Kubrick, qui segons diverses fonts estava molt preocupat, a pressionar la Warner Bros, la seva nova distribuïdora, per cancel·lar qualsevol exhibició pública de la pel·lícula el 1973 a les sales del Regne Unit. Això va durar fins a l'any 2000. La pel·lícula va obtenir 7 Premis BAFTA incloent el de millor pel·lícula, 2 Premi Globus d'or, 4 nominacions als Premis Oscar, 2 Director Guild of America, entre d'altres.
Potser l'èxit més important que va obtenir Kubrick amb aquesta cinta va ser assegurar formalment per part de Warner Bros, a través d'un lucratiu contracte, el control total sobre les seves cintes, a nivell tècnic i sobretot artístic, fins i tot de distribució. L'èxit a taquilla del film que sobre una inversió de 2 milions de dòlars va poder guanyar 40 milions, li va permetre al director sustentar el seu contracte. Kubrick rebia a més prop del 40% dels beneficis, per a això va crear una base de dades de sales on aquest tipus de pel·lícules d'autor tenien millors opcions comercials.
La pel·lícula fou prohibida a l'estat espanyol durant el franquisme i no es va projectar fins un cop instaurada la democràcia.

### Banda sonora
Com en altres pel·lícules de Kubrick, la música va ser també un element destacable, a causa del seu caràcter avantguardista en l'ús de l'electrònica per adequar les melodies a les escenes per part del músic Wendy Carlos, qui recrea mitjançant sintetitzadors la Musica pel Funeral de la reina Maria, de Henry Purcell, diversos fragments de la Novena Simfonia de Ludwig van Beethoven i l'Obertura de Guillem Tell de Gioachino Rossini. També inclou les Marxes de Pompa i Circumstància 1 i 4 d'Edward Elgar, un tema de la banda de folk psicodèlic Sunforest i la cançó Singin' in the Rain del compositor Nacio Herb Brown. Fins i tot s'afirma que Kubrick va buscar contactar amb el grup de rock progressiu Pink Floyd per utilitzar passatges d'Atom Heart Mother suite, però no s'arribà a un acord.

## Rebuda i censura

### Espanya
El film no es va estrenar a Espanya fins al novembre de 1975, en versió original i subtitulada en espanyol, en sales específiques que servien per projectar pel·lícules que la censura no deixava mostrar en les sales comercials. Es va projectar per primera vegada el 24 d’abril de 1975 en el XX Festival de Cine de Valladolid o Seminici. La expectació per la re-estrena de la pel·lícula i la assistència va ser massiva. S'afirma que per accedir a la sala es van formar cues de gent que portava 24 hores esperant per entrar.
El film va ser molt ben rebut, perdurant durant tot un any en les cartelleres. Va ser el tercer film amb major nombre d’espectadors en tot 1975. La seva re-estrena en les sales comercials es va donar cap al març de 1980 doblada en castellà. El doblatge el va dirigir el propi Kubrick. Posteriorment, el film va tornar a projectar-se en el 1982, el 1984 i en el 2008. Actualment, diferents sales de cinema segueixen projectant la pel·lícula puntualment.

### Estats Units
En els EUA, La taronja mecànica va rebre una classificació de pel·lícula X en la seva primera estrena (1972). Posteriorment, el director Stanley Kubrick va substituir uns 30 segons d’escenes sexuals força explícites per poder obtenir una classificació R, la qual va assolir en la seva re-estrena en el 1972.
Una altra conseqüència derivada de les nombroses escenes sexuals i violentes del film va èsser que la Nathional Catholic Office fot Motion Pictures va classificar el film com C (“Condemnat”). Arrel d’aquest fet, nombroses pel·lícules posteriors que mostraven grans quantitats d’escenes violentes i sexuals se les clasifica com O (Moralment ofensiu), per la Conference of Bishops.

### Regne Unit
Tot i que es va estrenar el film original en el desembre de 1971, les autoritats britàniques van considerar que el film mostrava massa violència sexual. En març de 1972, es va relacionar el film amb un cas d’un jove de 14 anys que havia abusat sexualment d’una companya de classe. Es va afirmar que la pel·lícula havia influenciat al nen a comportar-se d’aquesta manera. Va succeir el mateix amb un altre cas, l’assassinat d’un sense-sostre per part d’un jove de 16 anys a Buckinghamshire. La premsa també va marcar la pel·lícula com a culpable d’una violació en la qual els acusadors cantaven Singin’ in the Rain, igual que en el film.Per acabar, Christiane Kubrick (dona de Stanley Kubrick), va afirmar que van rebre amenaces i protestes davant la seva casa.

Per aquestes múltiples causes, la pel·lícula es va retirar dels cinemes en el 1973 a petició del director. Stanley Kubrick va respondre de la següent manera a totes les crítiques rebudes:
"Tractar de resoldre qualsevol responsabilitat sobre l'art com a causa de la vida em sembla equivocar el cas. L’art consisteix en remodelar la vida, però no crea vida ni provoca vida. A més, atribuir poderoses qualitats suggeridores a una pel·lícula està en desacord amb la visió científicament acceptada de que, fins i tot després d’una hipnosi profunda en un estat posthipnòtic, no es pot fer que les persones facin coses que estan en desacord amb la seva naturalesa."
La pel·lícula es va projectar de manera clandestina al Regne Unit fins 27 anys més tard. Poc després de la mort de Kubrick en el 1999, el film es va tornar a re-estrenar i va vendre’s en format DVD. En 2001, es va projectar durant tres mesos la versió original del film en Sky TV: Sky Box Office.

### Altres països
- Irlanda: El film va ser prohibit en l’abril de 1973. Posteriorment, la pel·lícula es va tornar a re-revisar en desembre de 1999 i re-estrenada en març de 2000. Tot i així, el poster de la pel·lícula original va ser rebutjat per l’ús de vocabulari com “ultra-violència” i “violació”.[15][16]
- Singapur: La pel·lícula va ser prohibida durant 30 anys, abans que s'intentés la seva re-estrena en el 2006. No obstant, aquest intent no va ser exitós immediatament, la seva re-estrena va ser rebutjada. Posteriorment, la prohibició es va treure i es va projectar el film en la seva versió original (amb una classificació R21) en l’octubre de 2011 al Perspective Film Festival.[17]
- Sud-àfrica: Va estar prohibida durant aproximadament 13 anys. Es va re-estrenar en el 1984 en una versió modificada i només per a majors de 21 anys.[18]

La pel·lícula de Kubrick és relativament fidel a la novel·la de Burgess, ometent només l'últim capítol oficial, en el qual Alex madura i supera la sociopatia. Mentre que la pel·lícula acaba amb Alex rebent una oferta de feina al govern, el que implica que continua sent, en el fons, un sociòpata.
Aquesta discrepància en la trama va ocórrer perquè Kubrick va basar el seu guió en l'edició estatunidenca de la novel·la, en la qual s'havia eliminat el capítol final per insistència de l'editor americà. Kubrick va afirmar no haver llegit la versió completa i original de la novel·la fins que gairebé havia acabat d'escriure el guió, i que mai va considerar utilitzar-la. La introducció de l'edició de 1996 de La taronja mecànica diu que Kubrick va trobar el final de l'edició original massa optimista i poc realista.
El crític Randy Rasmussen ha argumentat que el govern a la pel·lícula està en un estat caòtic de desesperació, mentre que el govern a la novel·la és força fort i segur de si mateix. El primer reflecteix la preocupació de Kubrick amb el tema dels actes d'interès propi emmascarats com a simple seguiment de procediments.
A la pel·lícula, Alex té una serp com a mascota. No hi ha cap menció d'això a la novel·la.
A la novel·la, F. Alexander reconeix Alex per records que tenia de l'atac anterior (com la seva esposa afirmant que no tenien telèfon).
A la pel·lícula, Alex és reconegut quan canta la cançó "Singing in the Rain" al lavabo, la qual havia fet de manera inquietant mentre atacava l'esposa de F. Alexander. La cançó no apareix en absolut al llibre, ja que va ser una improvisació de l'actor Malcolm McDowell quan Kubrick es va queixar que l'escena de violació era massa "rígida".

## Premis i nominacions

### Nominacions[23]
- Oscar a la millor pel·lícula (Stanley Kubrick)
- Oscar a la millor direcció (Stanley Kubrick)
- Oscar al millor guió adaptat (Stanley Kubrick)
- Oscar al millor muntatge (William Butler)